# NGC 4430
NGC 4430 је спирална галаксија у сазвежђу Девица која се налази на NGC листи објеката дубоког неба.
Деклинација објекта је + 6° 15' 46" а ректасцензија 12h 27m 26,2s. Привидна величина (магнитуда) објекта NGC 4430 износи 11,8 а фотографска магнитуда 12,6. NGC 4430 је још познат и под ознакама UGC 7566, MCG 1-32-67, CGCG 42-111, IRAS 12248+0632, VCC 1002, KCPG 338A, PGC 40851.